# La verdura che non dura
La verdura che non dura (The Goofy Gophers) è un film del 1947 diretto da Robert Clampett e Arthur Davis. È un cortometraggio d'animazione della serie Merrie Melodies, uscito negli Stati Uniti il 25 gennaio 1947 e segna la prima apparizione degli scoiattoli di prateria Mac e Tosh.

## Trama
Un cane antropomorfo fa la guardia ad un orto per tutto il giorno finché non si addormenta. Tuttavia, viene subito risvegliato dai geomidi Mac e Tosh, i quali stanno rosicchiando una moltitudine di carote. Cerca quindi di liberarsi della loro presenza con vari espedienti, ma i due roditori riescono ad avere sempre la meglio su di lui e a mangiare le verdure presenti nell'orto. Infine decide di accendere un candelotto e di nasconderlo dentro una carota per uccidere gli scoiattoli, ma quest'ultimi, accorgendosi del trucco, riescono a tagliare la miccia senza che il cane se ne accorga, per poi gonfiare un sacchetto di carta e farlo scoppiare, così da fargli credere che il suo piano abbia funzionato. Il cane, convinto di essersi finalmente sbarazzato del nemico, ritorna a fare la guardia per poi addormentarsi di nuovo mentre Mac e Tosh approfittano di ciò per spedirlo sulla luna tramite un razzo. Trionfanti, esultano soddisfatti che adesso avranno tutte le carote dell'orto soltanto per loro, ma vengono subito smentiti da Bugs Bunny, il quale se le è già sgranocchiate tutte.